# Пласер (округ)
Шаблон:StateAbbr_ 39°04′ пн. ш. 120°44′ зх. д. / 39.06° пн. ш. 120.73° зх. д.
Округ Пласер (англ. Placer County) — округ (графство) у штаті Каліфорнія, США. Ідентифікатор округу 06061.

## Історія
Округ утворений 1851 року.

## Демографія
За даними перепису 2000 року загальне населення округу становило 248399 осіб, зокрема міського населення було 195538, а сільського — 52861.
Серед мешканців округу чоловіків було 121892, а жінок — 126507. В окрузі було 93382 домогосподарства, 67742 родин, які мешкали в 107302 будинках.
Середній розмір родини становив 3,06.
Віковий розподіл населення поданий у таблиці:
| Стать    | До 15 років | 15-21 | 22-29 | 30-39 | 40-49 | 50-65 | 65-85 | Понад 85 |
| -------- | ----------- | ----- | ----- | ----- | ----- | ----- | ----- | -------- |
| Чоловіки | 27644       | 11555 | 9697  | 18286 | 20477 | 20056 | 13021 | 1156     |
| Жінки    | 26765       | 10548 | 9439  | 19193 | 21617 | 20562 | 15849 | 2534     |

## Суміжні округи
- Невада — північ
- Вошо, Невада — північний схід
- Карсон-Сіті, Невада — схід
- Дуглас, Невада — південний схід
- Амадор — схід
- Ель-Дорадо — південь
- Сакраменто — південний захід
- Саттер — захід
- Юба — північний захід

## Виноски
1. ↑  U.S. Decennial Census. United States Census Bureau. Процитовано 3 жовтня 2015.
2. ↑  Historical Census Browser. University of Virginia Library. Архів оригіналу за 30 травня 2019. Процитовано 3 жовтня 2015.
3. ↑  Forstall, Richard L., ред. (27 березня 1995). Population of Counties by Decennial Census: 1900 to 1990. United States Census Bureau. Процитовано 3 жовтня 2015.
4. ↑  Census 2000 PHC-T-4. Ranking Tables for Counties: 1990 and 2000 (PDF). United States Census Bureau. 2 квітня 2001. Процитовано 3 жовтня 2015.
5. ↑  State & County QuickFacts. United States Census Bureau. Архів оригіналу за 29 липня 2011. Процитовано 4 квітня 2016.(англ.) Наведено за англійською вікіпедією.
6. ↑  American FactFinder. Бюро перепису населення США. Архів оригіналу за 26 лютого 2012. Процитовано 31 січня 2008.

| США | Це незавершена стаття з географії США. Ви можете допомогти проєкту, виправивши або дописавши її. |